# Adolpho Rubio Morales

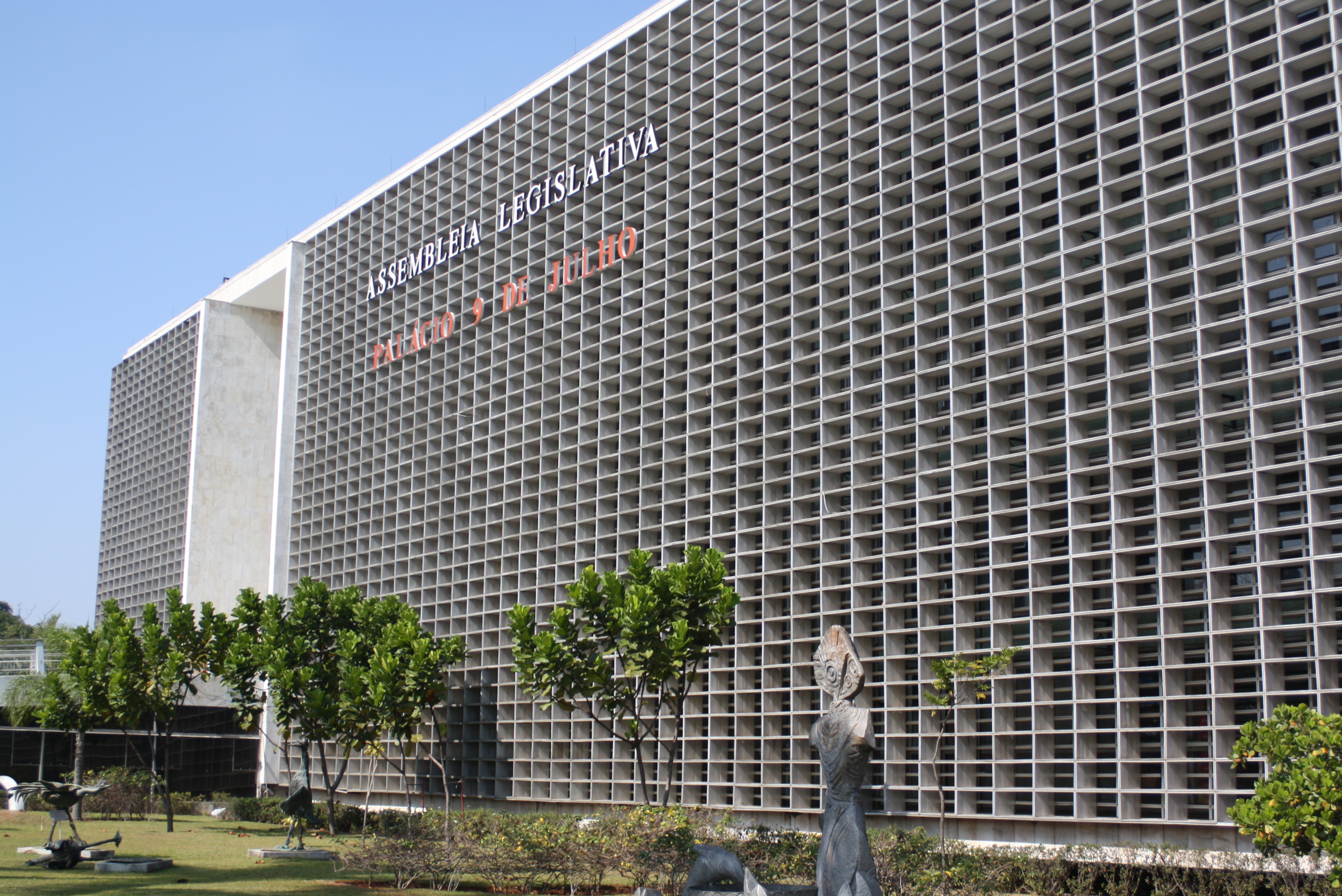
Palácio 9 de Julho, São Paulo, de Rubio Morales.

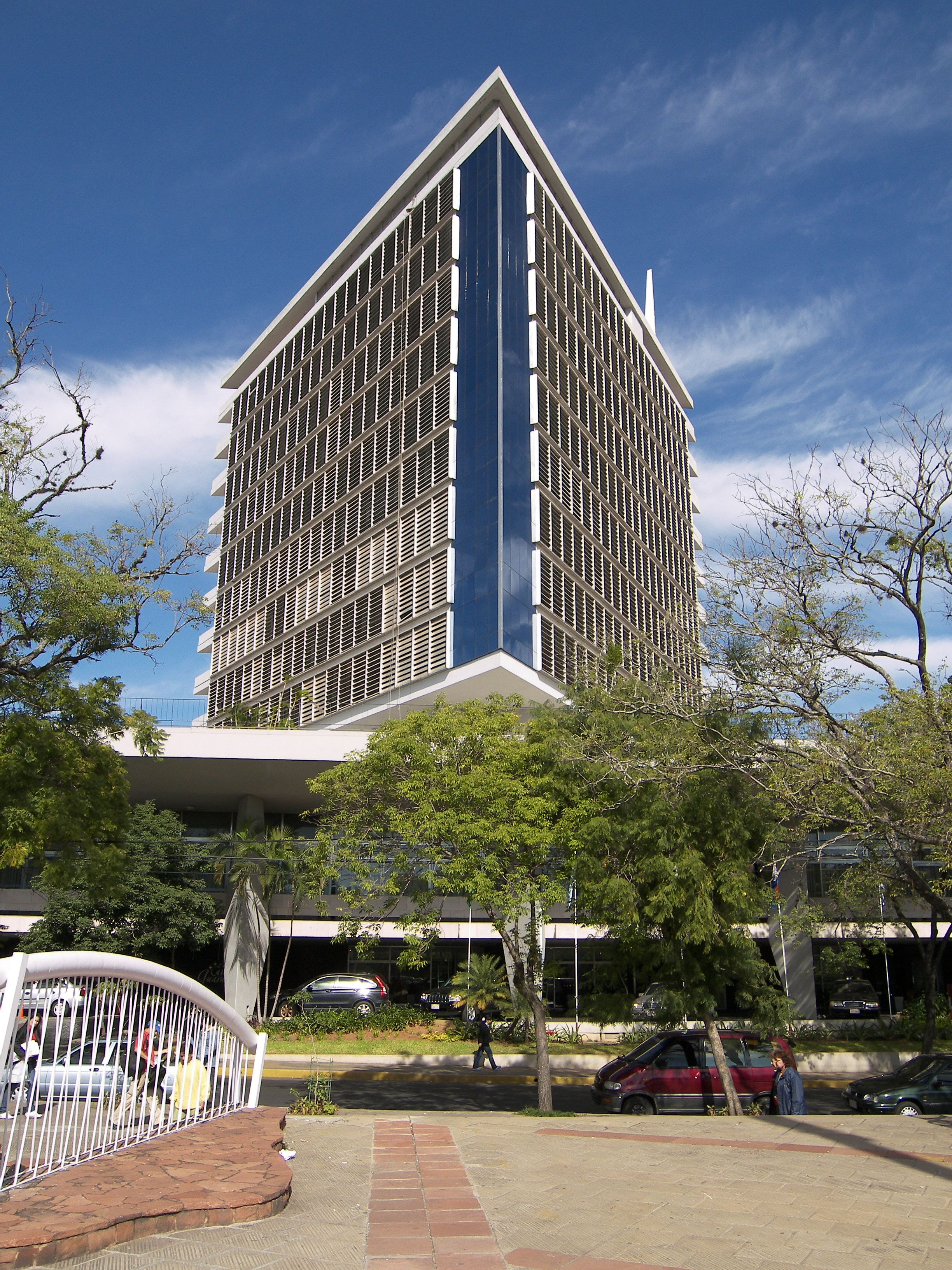
Hotel Guaraní, Assunção.

Adolpho Rubio Morales (Chavantes, 12 de janeiro de 1924 – São Paulo, 13 de outubro de 2011) foi um arquiteto brasileiro. Dentre os seus projetos estão o Palácio 9 de Julho, que abriga a Assembléia Legislativa do Estado de São Paulo, o edifício da Rede Bandeirantes de Rádio e Televisão, em parceria com o arquiteto Eduardo Corona e a sede própria do Clube Ouro Verde de Chavantes. Tambem participou do projeto extensao do Hospital Santa Catarina em Sao Paulo.
Filho de imigrantes espanhóis, Rubio Morales mudou-se para a capital paulista a fim de concluir seus estudos ginasiais. Em seguida, foi para o Rio de Janeiro, ingressando na  Faculdade de Arquitetura e Belas Artes, retornando ao final do curso para São Paulo, onde estabeleceu seu escritório. Rubio Morales participou do concurso para a nova capital federal e, no início dos anos 1960 venceu, em parceria com Fabio Kok de Sá Moreira, o concurso para a construção do novo edifício para acolher o Poder Legislativo paulista. O edifício, inaugurado em 1968 é hoje um dos cartões postais da cidade de São Paulo. Dentre seus projetos, destaca-se ainda o Hotel Guaraní, em Assunção, Paraguai, resultado também de um concurso internacional de arquitetura, do qual Adolpho Rubio Morales saiu vencedor.